# Calle de la Libertad
La calle de la Libertad es una corta vía de Madrid (en el barrio de Justicia del distrito Centro) que une las calles vecinas de Infantas y Gravina, a un paso del corazón de Chueca. Tomó su nombre del convento de San Fernando que hubo en ella, asistido por mercedarias calzadas y dedicadas a la liberación de cristianos cautivos. Sobre las ruinas de su capilla, en la esquina con la calle de San Marcos, se construyó el Teatro de la Alhambra, que estuvo funcionando desde 1871 hasta 1905. A comienzos del siglo XXI continuaban abiertos dos locales con solera; el que fuera El café de la Libertad, evocando el sainete que con el mismo título dejó escrito Ricardo de la Vega; y en el número 16, La Carmencita, una de las más antiguas tabernas de Madrid.

## Historia
El nombre más antiguo de esta calle —con el que aparece en el plano de Texeira (1656)— fue el de 'los Carmelitas', dada su proximidad con el entonces Convento de San Hermenegildo, de los Carmelitas Descalzos. También ha quedado prueba documental de que "en 1677 se dio licencia al marqués de Velada para cerrar una callejuela sin salida (tramo hoy comprendido en el trazado total de esta calle), y hay mención de construcciones particulares desde 1698.  En tiempos de Fernando VII se conoció como calle de San Fernando, por el convento dedicado a ese santo, y cuya misión en la gestión para la libertad de cautivos acabó por darle la denominación que todavía conserva.
Por su parte, Ramón de Mesonero Romanos, bocetando un imaginario plano a mano alzada, hace la siguiente descripción de la zona:

A espaldas de la calle del Barquillo, y hasta la de Hortaleza, está el extendido trozo de caserío que llegará a ser en breve tiempo uno de los más importantes de Madrid, cuando haya acabado de recibir los cortes, rompimientos y mejoras reclamados por la necesidad y propuestos y aprobados en el plano de nueva alineación. Consisten aquéllos en el ya dicho rompimiento de la calle cerrada de San Marcos a la del Barquillo, y desde esta misma calle de San Marcos otra lateral a la de Góngora, por la huerta de las monjas de San Fernando, además del de la calle del Soldado, ya verificado hasta la de las Infantas; la supresión del cuartel, y continuación por su terreno de la calle llamada de la Libertad (antes de San Fernando y de Gravina); igualmente la de los viejos edificios en que estuvieron la Galera y las prisiones militares. Todo esto, vitalizando uno de los trozos más importantes del Madrid moderno hasta nuestros días se ha realizado ya.
 Ramón de Mesonero Romanos (1861)

### De convento a teatro
El edificio quizá de mayor significación histórica —desaparecido en su totalidad— fue el convento levantado a fines del siglo XVII para la congregación de religiosas de San Fernando fundada por Teresa María Ángela de Velasco, marquesa de Aguilafuente, que por estar dedicado a la liberación de cautivos cristianos acabó dando nombre a la calle. Anota Mesonero que "no llegó a terminarse, ni su iglesia (...) reducida a una pequeña capilla", siendo exclaustrado en 1869. Tras su demolición, se levantó en el solar, el teatro de la Alhambra, inaugurado en diciembre de 1870.

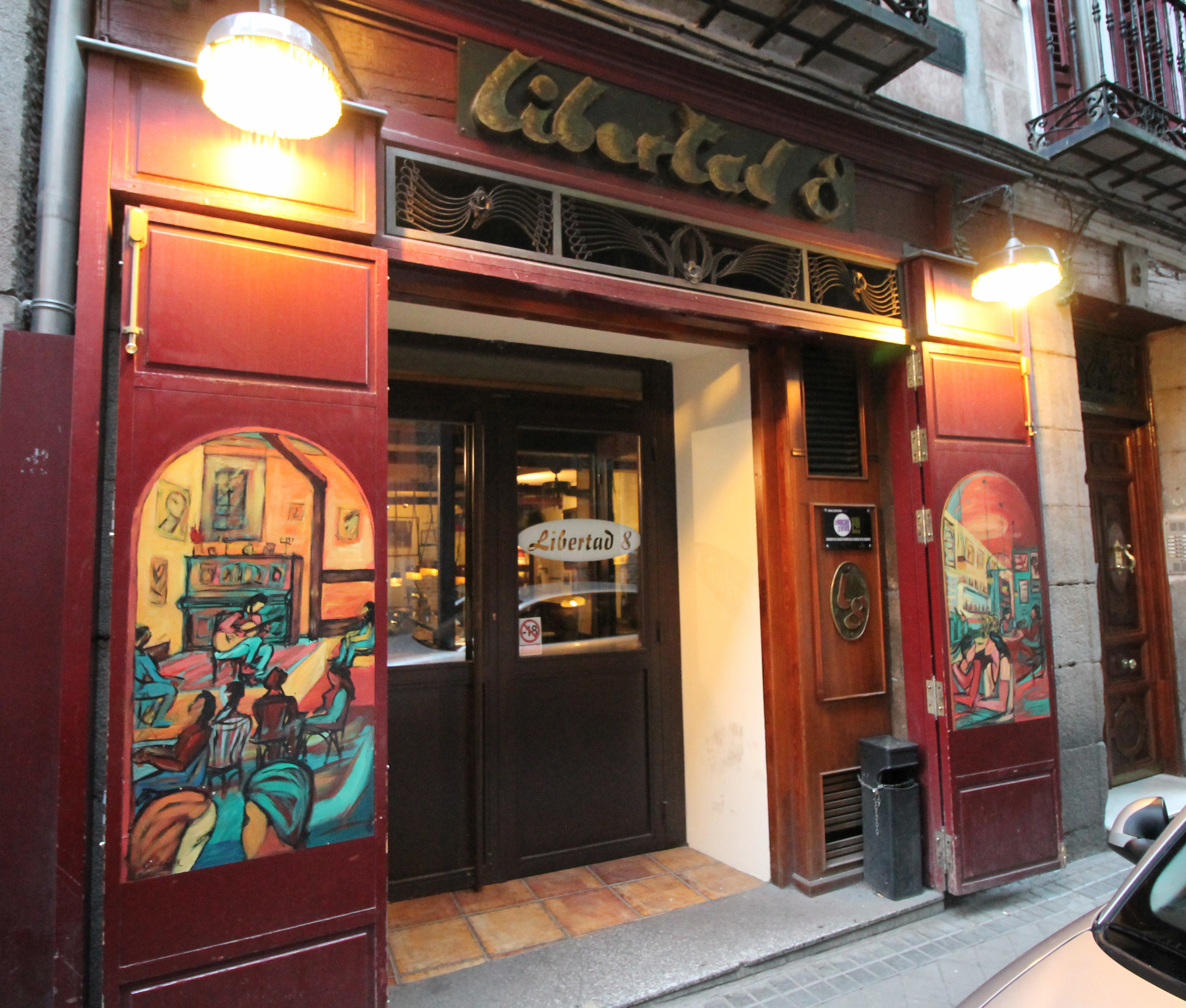
Café Libertad 8, antiguo Café de la Libertad.

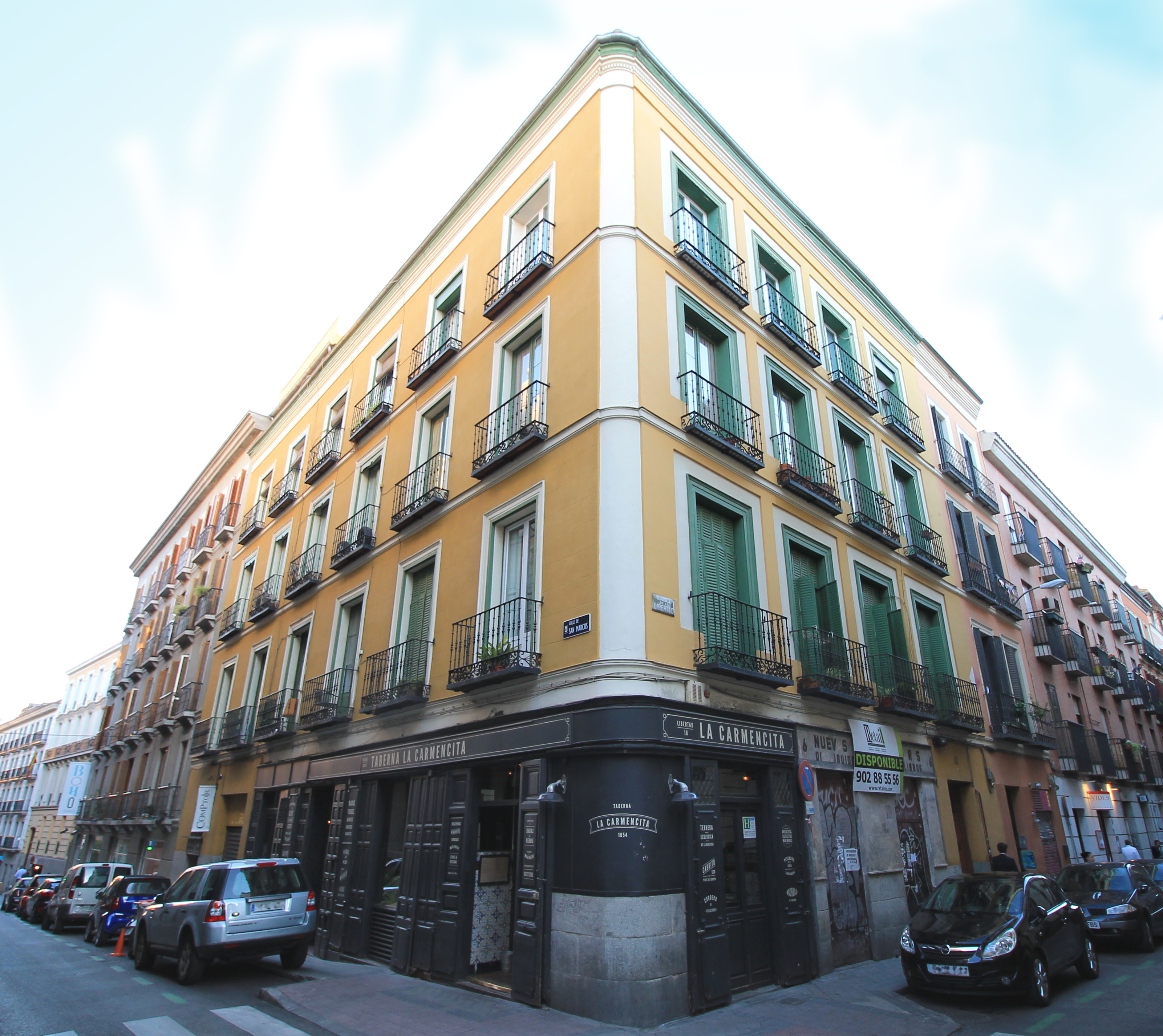
Taberna La Carmencita en la esquina de Libertad con la calle de San Marcos.

También en la calle de la Libertad tuvo domicilio eventual la inclusa de Madrid, entre 1804 y 1807.

### El Alhambra
Situado en esta calle de la Libertad, esquina a la de San Marcos, el Teatro Alhambra (que a finales del siglo XIX tuvo el nombre de Teatro Moderno), ofreció entre 1871 y 1905 una programación esencialmente dedicada al género chico (y en sus últimos años, a las "varietés"), aunque a lo largo de su casi medio siglo de existencia también se representaron operas, sainetes y dramas. Fue construido por iniciativa del marqués de Villamejor, con arcos de herradura en el perímetro de todo el patio de butacas, una buena acústica y "una pintura deleznable en el telón de boca", según relata el crítico Augusto Martínez Olmedilla.
Cuenta Olmedilla que fue el actor y empresario Manuel Catalina quien en 1877 lo decoró con adornos de evocación árabe y mudéjar; esta decoración que le dio identidad y hasta celebridad durante su existencia, fue respetada por la reforma que en 1893 realizó Luis María Cabello y Lapiedra. El Alhambra se usó también como salón para bailes de máscaras, o espectáculos 'alternativos' como el llamado "Laberinto árabe", que montó Luciano Berriatúa. A pesar de su adaptación en 1898 como teatro de variedades, fue derruido en 1905 para construir dos casas de vecindad.

## Ilustres vecinos
- El periodista Ignacio José Escobar, director de La Época, que falleció el 24 de enero de 1887 en el número 18 de esta calle,[1] donde tenía su redacción dicho semanario.[13]

- En el número 8 nació el 1 de enero de 1809 Micaela Desmaisieres, vizcondesa de Jorbalán, que llegaría a ser fundadora de las Adoratrices como Venerable Madre Sacramento.[13]